# El Molí de la Vila
El Molí de la Vila és una obra d'Ulldemolins (Priorat) inclosa a l'Inventari del Patrimoni Arquitectònic de Catalunya.

## Descripció
Restes d'un edifici de planta i dos pisos que era destinat a molí fariner i utilitzava la força del corrent del riu Montsant, també anomenat riu de Prades. Conserva el canal de retorn, embigats de les moles i ferratges diversos.

## Història
Aquest molí és documentat des de l'any 1398. Era de propietat municipal, encara que era arrendat en alguna ocasió. Va funcionar fins a finals dels anys 20.